# 官山镇 (丹江口市)
官山镇，是中华人民共和国湖北省十堰市丹江口市下辖的一个乡镇级行政单位。

## 行政区划
官山镇下辖以下地区：
官山社区、五龙庄村、八亩地村、分道观村、全真观村、孤山村、吕家河村、官亭村、田畈村、骆马沟村、铁炉村、赵家坪村、西河村和杉树湾村。